# Сакатекас (град)
Сакатекас (на испански и нахуатъл: Zacatecas) е столицата на едноименния щат Сакатекас в Мексико.
Градът е с население от 122 889 жители (2005). Основан е през 1548 г., а получава статут на град през 1584 г. Историческият му център е част от Световното и културно наследство на ЮНЕСКО.
Името на града идва от думата zacate, която на нахуатъл означава „трева“.

## Побратимени градове
- Азюса, САЩ от 1966 г.